# Dům čp. 388 (Štramberk)
Dům čp. 388 stojí na ulici Zauličí ve Štramberku v okrese Nový Jičín. Roubený dům byl postaven v roce 1832. Ministerstvem kultury České republiky byl prohlášen v roce 1994 kulturní památkou ČR  a je součástí městské památkové rezervace.

## Historie
Podle urbáře z roku 1558 bylo na náměstí postaveno původně 22 domů s dřevěným podloubím, kterým bylo přiznáno šenkovní právo, a sedm usedlých na předměstí. Uprostřed náměstí stál pivovar. V roce 1614 je uváděno 28 hospodářů, fara, kostel, škola a za hradbami 19 domů. Za panování jezuitů bylo v roce 1656 uváděno 53 domů. První zděný dům čp. 10 byl postaven na náměstí v roce 1799. V roce 1855 postihl Štramberk požár, při němž shořelo na 40 domů a dvě stodoly. V třicátých letech 19. století stálo nedaleko náměstí ještě dvanáct dřevěných domů.
Původní roubený dům čp. 388 byl postaven v roce 1832. V průběhu let byl několikrát opravován. V roce 2017 byly provedeny částečné opravy. Objekt je příkladem původní předměstské zástavby ve Štramberku.

## Stavební podoba
Dům je přízemní roubená a částečně zděná stavba na obdélném půdorysu, orientovaná štítovou roubenou stranou do ulice. Dispozice je trojdílná se síní, jizbou a komorou. Stavba je postavena částečně na kamenné omítané podezdívce, která vyrovnává svahovou nerovnost, a částečně zahloubená. V podezdívce je sklepní prostor, který sloužil k hospodářským účelům, přístupný z okapové strany. K levé podezdívce je přistavěn v zahloubení bedněný přístavek s pultovou střechou krytou plechem. Zadní část domu je zděná. Okapové východní průčelí je tříosé se dvěma okny ve zděné a jedním v roubené části. Štítové průčelí orientované do ulice je v zahloubení částečně zděné, je jednoosé se vstupem. Štítové průčelí zděné části orientované do zahrady je dvouosé. Štíty průčelí jsou trojúhelníkové, svisle bedněné, s polovalbou ve vrcholu a podlomenicí v patě štítu. Střecha je sedlová s polovalbou, krytá eternitem. V interiéru je zachovalý dřevěný záklopový trámový strop s trámem, na kterém je datace stavby domu (rok 1832).
Součástí kulturní památky je zděná hospodářská budova s pultovou střechou krytou pálenou střešní taškou a svisle bedněnými štíty.